# Distrito electoral local 18 de Veracruz
El XVIII Distrito Electoral de Veracruz es uno de los 30 distritos electorales en los que se encuentra dividido el territorio estatal para la elección de diputados locales. Su cabecera se encuentra en Cosamaloapan,  está conformado por 1203 localidades, y 191 secciones electorales; contando con una extensión territorial de 4,255 km².
Se encuentra formando por los municipios: Acula, Alvarado, Amatitlán, Chacaltianguis, Cosamaloapan, Ixmatlahuacan, Otatitlán, Tierra Blanca, Tlacojalpan, Tlacotalpan, Tres Valles y Tuxtilla.